# Muziek voor Albion Moonlight
Muziek voor Albion Moonlight is een liedbundel van de Engelse componist David Bedford.
Bedford is voornamelijk bekend vanwege zijn werk als degene die van het muziekalbum Tubular Bells van Mike Oldfield een versie voor orkest maakte. Daarnaast kwam er af en toe filmmuziek van zijn hand. In tegenstelling tot die vaak melodieuze muziek componeerde ook serieuze muziek, waarbij hij niet in een bepaalde muziekstroming is te vangen. Bedford schreef voor verrassende combinaties of ensembles. Er is bijvoorbeeld een werk van hem Gods, Goddesses and Magical Creatures, dat is geschreven voor een orkest bestaande uit dove kinderen.
Muziek voor Albion Moonlight is een toonzetting van teksten van Kenneth Patchen, al dan niet afkomstig uit zijn epistel The Journals of Albion Moonlight, volgens velen een surrealistisch werk, waarin de zintuigelijke waarneming tot het uiterste worden opgerekt. De première van het werk werd gegeven op het Cheltenham festival van 1965, door sopraan Josephine Nendick met het English Chamber Orchestra onder leiding van John Carewe.

## Muziek
Het werk bestaat uit vier delen:
1. So it ends
2. If we are to know where we live
3. Lament for the makers of songs
4. Fall of the evening star.

De muziek die de sopraan begeleidt, dient als een soort skelet waarin de teksten zijn gehangen. Een samenspel tussen zangeres en overige musici is er eigenlijk niet. Melodielijnen ontbreken in zowel de zang- als in de muziekpartij. De instrumentatie is uiterst dun gehouden. De zangeres heeft de taak de tekst niet alleen te zingen, maar ook qua stem te interpreteren. Dat houdt in dat de stem op allerlei mogelijke manieren wordt gebruikt; schreeuwen, krijsen, fluisteren en spreken alles komt voor in de liederen. Zo moet ook nog het karakter van de tekst weergegeven, angstig en dan weer brutaal. Er wordt nogal wat gevergd van de zangeres.
Daartegenover staan zes musici, die dan weer een cluster spelen en even later diezelfde cluster geheel uiteengerafeld noot voor noot spelen. De muziek komt dan in de buurt van bijvoorbeeld Igor Stravinsky (L'Histoire du soldat) en Alban Berg. Sommige passages vertonen qua muziek gelijkenis met Atlas Eclipticalis van John Cage als de musici geheel los van elkaar een losse noot spelen (pointillisme). Het ensemble bevat daarbij een bijzonder blaasinstrument binnen de klassieke muziek. Eén van de spelers heeft een volwassen blaaspartij voor de altmelodica. Bedford gaf ten tijde van componeren les op een school en werd aangenaam getroffen door het relatief eenvoudige instrument dat wel in staat is akkoorden te spelen.
Deel twee bevat een compositiestijl die bijna geen van alle blaas- of strijkmuzikanten echt bevalt; het zo forte mogelijk spelen van een staccato toon; het levert een (volgens hun) amuzikaal en bizar geluid op.

## Orkestratie
- sopraan
- dwarsfluit, klarinet, altmelodica, piano, viool en cello.

## Bron en discografie
- Uitgave Lyrita: Jane Manning (specialiste in dit soort zangtechnieken), leden van het London Symphony Orchestra onder leiding van John Carewe